# N'Jubdu Island
N'Jubdu Island är en ö i Gambia. Den ligger i regionen Central River Division, i den centrala delen av landet i Gambiafloden. Ön består av träskmark.